# Лукасиньский, Валериан
Валериан Лукаси́ньский (пол. Walerian Łukasiński, 14 апреля 1786, Варшава — 27 февраля 1868, Шлиссельбург) — польский офицер, заговорщик, политический заключенный.

## Биография
Родился в дворянской семье.

### Служба в армии Герцогства Варшавского
15-го апреля 1807 поступил на службу в армию Герцогства Варшавского. Служил в стрелковом полку, набранном в Плоцке, и принимал участие в летнем походе против пруссаков и русских. В этом походе Лукасиньский отличился в нескольких сражениях и был произведен в подпоручики. При реорганизации войск Варшавского герцогства он перешел в шестой пехотный полк и потом исполнял обязанности адъютанта при инспекторе административного ведомства по военному министерству, князе Яблоновском. В 1809 Лукасиньский в чине поручика принимал участие в австрийской кампании и 5-го июля был произведен в капитаны первого образованного здесь смешанного галицко-французского пехотного полка. После заключения мира он был переведен для занятий в военное министерство, почему и не принимал участия в русском походе 1812 года.

### Служба в армии Царства Польского, политическая деятельность

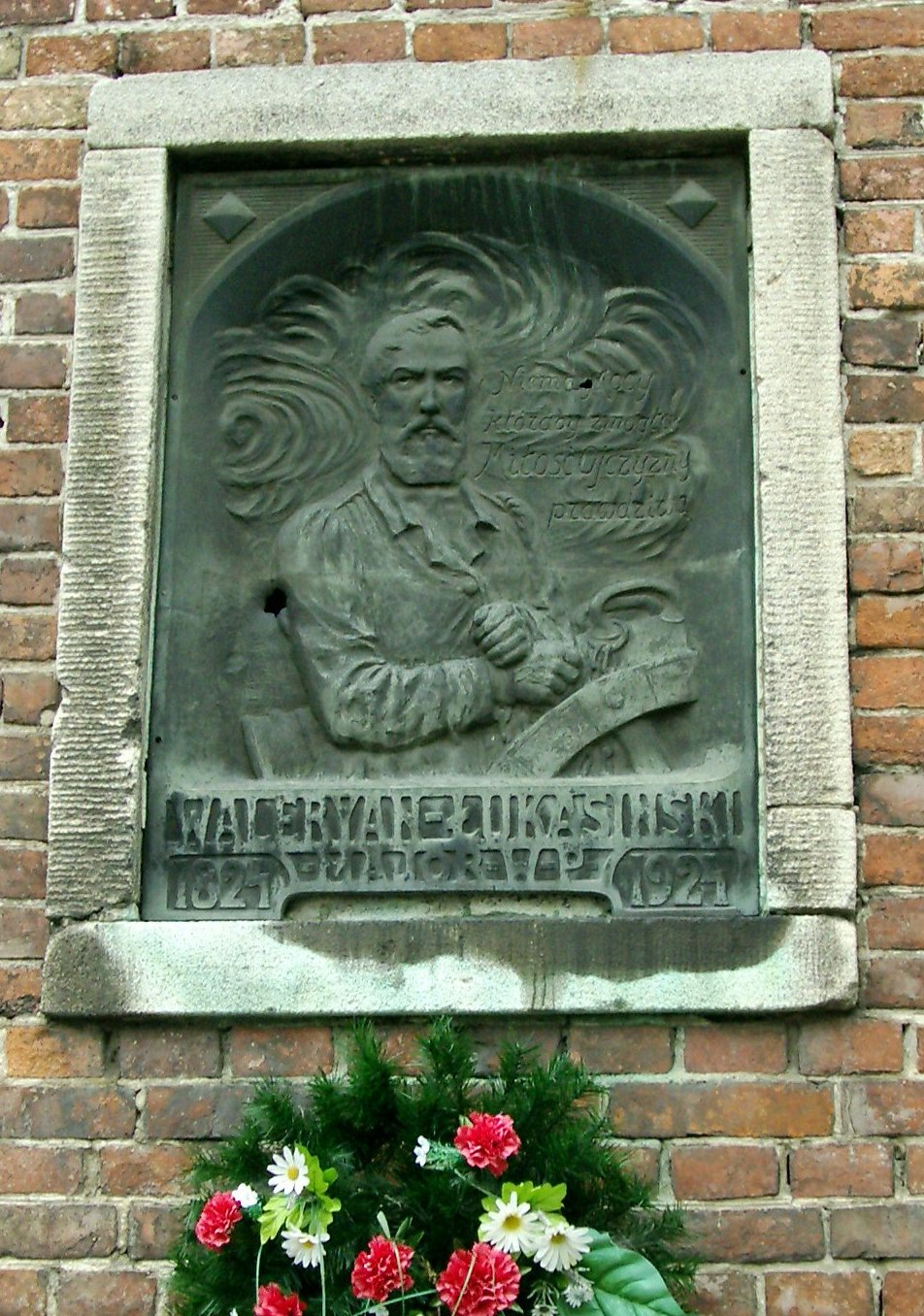
Мемориальная доска в крепости Замостье

Однако год спустя он вступил в ряды русской армии и принял участие в заграничном походе. При взятии Дрездена Лукасинский попал в австрийский плен, откуда был освобожден 8-го июля 1814 благодаря вмешательству императора Александра І. Вернувшись в Варшаву, Лукасинский вступил в реорганизованную великим князем Константином Павловичем армию Царства Польского, в чине капитана четвертого линейного полка, в котором и дослужился до майора (20 марта 1817). В 1818 написал книжку: «Замечания одного офицера по поводу признанной потребности устройства евреев и в нашей стране», которая была ответом на неблагоприятную для евреев брошюру князя В. Красинского.
В 1819 году основал «национальное масонство» (Wolnomularstwo Narodowe), масонскую организацию, официальной целью которой было улучшение морали в армии и обществе, а скрытой — распространение польских национальных идей и подготовка восстания с целью независимости Польши. В национальное масонство входило около 200 человек, в основном офицеров. В 1820 национальное масонство было формально распущено, но вместо него Лукасиньский создал более глубоко законспирированное Патриотическое товарищество.

### Арест и жизнь в заключении

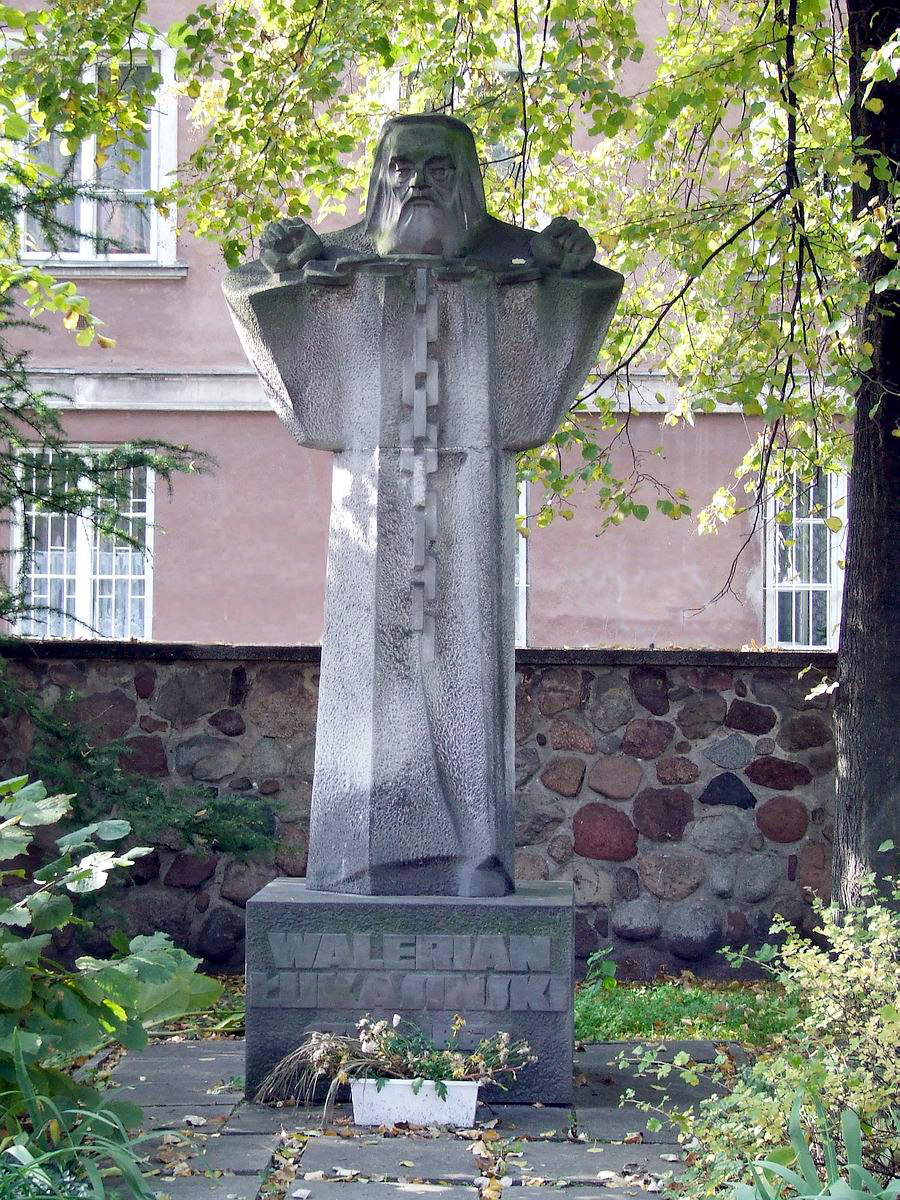
Памятник Лукасиньскому в Варшаве

Летом 1822 года Лукасиньского и его товарищей арестовали. Делом «Национального масонства» занялась специальная следственная комиссия, но о «Патриотическом товариществе» власти еще не знали. Лукасиньский выгораживал товарищей, но признавал, что боролся за независимость Польши. 1 июня 1824 года военный суд приговорил его к 9 годам тюрьмы; император Александр I уменьшил срок до 7 лет.
В крепости Замостье, куда направили осужденного, Лукасиньский пытался организовать гарнизонный бунт с целью побега из крепости. Тогда наместник Константин Павлович удвоил ему срок заключения. В октябре 1825 года Лукасиньский дал обширные показания о «Патриотическом обществе», но никто арестован не был — только после восстания декабристов, когда к его показаниям вернулись вновь. Лукасиньского перевезли в Варшаву, где поместили в казарму Волынского полка. Когда в 1830 году вспыхнуло польское восстание, русские войска, отступая из Варшавы, захватили Лукасиньского с собой.
В конце декабря 1830 года по распоряжению Николая I Лукасиньский был водворён в Шлиссельбургскую крепость, где провёл всю оставшуюся жизнь (37 лет, самый большой срок заключения в истории Шлиссельбурга). В предписании коменданту говорилось: «Государственного преступника Царства Польского содержать самым тайным образом, чтобы никто, кроме вас, не знал даже его имени и откуда он привезен».
После смерти Николая I Лукасиньский не попал в число вождей польских повстанцев, подлежащих амнистии в связи с коронацией нового императора. В 1858 году племяннице Лукасиньского было отказано в свидании с ним. В 1861 году комендант Шлиссельбурга обратился к императору с просьбой облегчить участь 75-летнего узника, который уже плохо видит и слышит и очень нездоров. Александр II распорядился перевести Лукасиньского в более светлое помещение и разрешить ему прогулки внутри крепости. В 1862 году к Лукасиньскому был допущен католический священник, но в свидании с родными вновь было отказано. Лукасиньский умер в феврале 1868 года, проведя в заключении 46 лет.